# Diseases Database
The Diseases Database, este un website gratuit care oferă informații despre relațiile dintre afecțiunile medicale, simptome și medicamente. Baza de date este condusă de Medical Object Oriented Software Enterprises Ltd, o companie cu sediul în Londra.
Scopul declarat al site-ului este „educație, lectură de fond și de interes general”, cu un public destinat „medici, alți lucrători din domeniul sănătății clinice și studenți ai acestor profesii”. Editorul site-ului este declarat ca Malcolm H Duncan, un medic calificat din Marea Britanie.

## Organizare
Baza de date boli se bazează pe o colecție de aproximativ 8.500 de concepte, numite „elemente”, legate de medicina umană, inclusiv boli, medicamente, simptome, semne fizice și rezultate anormale de laborator.
Pentru a lega elementele atât între ele, cât și la resursele de informații externe, trei seturi de metadate sunt modelate în baza de date.
1. Elementele sunt atribuite diferite relații de exemplu, diabet zaharat tip 2 este etichetat "un factor de risc pentru" boală cardiacă ischemică. Mai formal, baza de date utilizează un model entitate-atribut-valoare cu elemente care populează atât sloturile de entitate, cât și sloturile valorice. Relațiile pot fi citite în ambele direcții, de exemplu, afirmația "infarct miocardic {poate provoca) durere în piept" are corolarul "durere toracică {poate fi cauzată de} infarct miocardic". Astfel de relații se agregă în baza de date și permit regăsirea listelor - de exemplu, o listă de elemente care pot provoca dureri în piept și o listă de elemente care pot fi cauzate de infarctul miocardic.
2. Cele mai multe elemente sunt atribuite subiect hyperlink-uri specifice la resurse Web, care includ Online Mendelian Inheritance in Man, eMedicine și Wikipedia.
3. Cele mai multe elemente sunt mapate la concepte în cadrul Unified Medical Language System (UMLS). Legăturile UMLS permit afișarea definițiilor de text scurt sau a notelor de domeniu Medical Subject Headings (MeSH) pentru majoritatea elementelor din baza de date.

Harta UMLS permite, de asemenea, legături către și dinspre alte clasificări și terminologii medicale, de exemplu ICD-9 și SNOMED.